# کیلر، سگ من
کیلر، سگ من (اسلواکی: Môj pes Killer) فیلمی درام محصول سال ۲۰۱۳ اسلواکی-چک به نویسندگی و کارگردانی میرا فورنای است. این فیلم به عنوان نماینده اسلواکی برای بخش بهترین فیلم خارجی زبان در هشتاد و ششمین دوره جوایز اسکار انتخاب شد، اما به فهرست نامزدها راه پیدا نکرد.

## بازیگران
- آدام میهال
- ماریان کوروک
- ایرنا بندووا
- لایبور فیلو